# Скорничещ
Скорничещ (на румънски: Scorniceşti) е град в окръг Олт, Мунтения, Румъния. Според преброяването от 2011 г. има население от 11 766 жители.
Тук е роден бившият румънски президент – комунистическия диктатор Николае Чаушеску. През периода, в който Чаушеску е на власт, малкото село получава редица привилегии, които бързо го превръщат в селище от градски тип, докато в много други румънски села няма електричество, водопровод или канализация. След демократичните промени от декември 1989 г. селището отново запада.